# Death Bell 2
Série
Death Bell
(2008)
Pour plus de détails, voir Fiche technique et Distribution.
Death bell 2 : Le Camp de la mort (고사 2 / 고사 두 번째 이야기 : 교생실습 ou Gosa 2) est un film sud-coréen réalisé par Yu Seon-dong, sorti en 2010. Il s'agit de la suite du film Death Bell sorti en 2008.

## Fiche technique
- Titre : Death Bell 2
- Titre original : 고사 2 / 고사 두 번째 이야기: 교생실습
- Réalisation : Yu Seon-dong
- Société de distribution : Next Entertainment World
- Pays de production :  Corée du Sud
- Lieu de tournage : Corée du Sud
- Langue : coréen
- Genre : Horreur
- Durée : 84 minutes
- Dates de sortie : 
  - Corée du Sud : 28 juillet 2010
  - France : 6 juin 2012  (en vidéo)

## Distribution
- Hwang Jeong-eum : Eun-su
- Park Eun-bin : Na-rae
- Park Ji-yeon : Se-hee
- Yun Si-yun : Kwan-wu